# Ajpytos (syn Elatosa)
Ajpytos (gr.: Αἵπυτος, Ajpytos) – król Arkadii, syn Elatosa. Postać z mitologii greckiej.

## Życiorys
Ajpytos był synem Elatosa władcy Arkadii i Laodike, córki króla Cypru Kinyrasa, a według niektórych przekazów, bratem Elatosa, a synem Arkasa. Miał siostrę Kajnis i czterech braci Kyllena, Ischysa, Stymfalosa i Pereusa. Jego dziad Arkas, umierając, podzielił swoje królestwo pomiędzy synów: Azanowi przekazał Azanię, Elatosowi – okolice góry Kyllene, a Afidasowi – Tegeę.
Po śmierci Azana jego syn Klitor stał się najpotężniejszym władcą Arkadii. Po bezpotomnej śmierci Klitora, jego następcami zostali Ajpytos i Stymfalos. Ajpytos wychowywał jako swoją córkę Eudane, córkę Posejdona, którą jego opiece powierzyła Pitane. Eudane miała potem z Apollonem syna Iamosa. Ajpytos zginął podczas polowania, ukąszony przez węża. Został pochowany u stóp góry Kyllene. Po śmierci Stymfalosa, zamordowanego przez fałszywego przyjaciela Pelopsa, królem Arkadii został Aleos, poślubiwszy Neajrę, córkę innego z synów Elatosa, Pereusa.

## Rodowód
Ajpytos był synem Arkasa, syna Zeusa i Kallisto.